# Walter Donne
Pour les articles homonymes, voir Donne (homonymie).
Walter John Donne, né à Londres en 1867 et mort en 1930, est un peintre britannique.

## Biographie
Il étudie à l'Académie Julian. Membre du Salon des artistes français, il y obtient une médaille de 3e classe en 1905.